# يوحنا سولاقا
مار شمعون الثامن يوحنا سولاقا (1510 - 1555) (بالسريانية: ܝܘܚܢܢ ܣܘܠܩܐ)‏، هو أول بطريرك للكنيسة الكلدانية الكاثوليكية حيث تولى البطريركية في الفترة ما بين 1553 و-1555.
انفصل عن كنيسة المشرق مع مجموعة من الرهبان الذين عارضوا سياسة توريث الكرسي الطريركي التي كانت متبعة آنذاك، وسافر إلى روما حيث قبل العقيدة الكاثوليكية وسيم كأول بطريرك للكنيسة الكلدانية الكاثوليكية. بعد عودته لاقى معارضة بطريرك كنيسة المشرق. وقد قام العثمانيون بالقبض عليه وتعذيبه وإعدامه في العمادية سنة 1555. ويعتبر شهيدا لدى الكنيسة الكلدانية.